# 유스카이항공
유스카이항공(영어: Usky Air)은 2016년 상반기 취항 준비중인 하이브리드.조종교육원이었다. 2003년 한성항공을 설립한 이덕형과 임직원이 9년만에 모여 설립한 조종교육원으로 국내공항 및 단거리 국제 노선을 중심으로 하는 항공사로 성장하겠다고 했었다. 그리고 항공기사용사업을 기본으로 교육생직원을 모집했다. 그러나 지속적인 재정상태어려움으로 교육직원들 각각이 내는 1억여원으로 회사를 운영했으며, 심지어 교육비의 일부는 본인의 몇억원이 되는 빚을 갚는데 사용되었다. 이에 따라 형사고소까지 있었는데 설명회때는 그 모든 것을 숨겼다. 유스카이항공은 2015년 5월 1호기를 도입하고 운항증명을 취득하고자 하였으나 운항증명 인가를 받지 못했다.

## 목표 취항지 (실패)
| 서울/김포 \|\| align=center\|GMP\|\|align=center\|RKSS \|\| 김포 |
| 제주 \|\| align=center\|CJU \|\| align=center\|RKPC \|\| 제주    |
| 부산/김해 \|\| align=center\|PUS\|\|align=center\|RKPK \|\| 김해 |
| 무안 \|\| align=center\|MWX \|\| align=center\|RKJB \|\| 무안    |
| 광주 \|\| align=center\|KWJ \|\| align=center\|RKJJ \|\| 광주    |
| 진주 \|\| align=center\|HIN \|\| align=center\|RKPS \|\| 사천    |
| 울산 \|\| align=center\|USN \|\| align=center\|RKPU \|\| 울산    |
| 포항 \|\| align=center\|KPO \|\| align=center\|RKTH \|\| 포항    |